# Servette Football Club Genève 1890 2019-2020
Questa voce raccoglie le informazioni riguardanti il Servette Football Club Genève 1890 nelle competizioni ufficiali della stagione 2019-2020.

## Stagione
Nella stagione 2019-2020 il Servette, allenato da Alain Geiger, concluse il campionato di Super League al 4º posto. In Coppa Svizzera il Servette fu eliminato al secondo turno dal Grasshoppers.

## Rosa
| N. |                                 | Ruolo | Calciatore          |
| -- | ------------------------------- | ----- | ------------------- |
| 1  | RD del Congo (bandiera)         | P     | Joël Kiassumbua     |
| 2  | Svizzera (bandiera)             | D     | Anthony Sauthier    |
| 3  | Svizzera (bandiera)             | D     | Christopher Routis  |
| 4  | Svizzera (bandiera)             | D     | Steve Rouiller      |
| 5  | Bolivia (bandiera)              | C     | Boris Cespedes      |
| 7  | Svizzera (bandiera)             | C     | Steven Lang         |
| 8  | Francia (bandiera)              | C     | Timothé Cognat      |
| 9  | Bosnia ed Erzegovina (bandiera) | C     | Miroslav Stevanović |
| 10 | Svizzera (bandiera)             | C     | Sébastien Wüthrich  |
| 11 | Paesi Bassi (bandiera)          | A     | Alex Schalk         |
| 14 | Italia (bandiera)               | C     | Andrea Maccoppi     |
| 15 | Svizzera (bandiera)             | D     | Michael Gonçalves   |
| 16 | Corea del Sud (bandiera)        | A     | Park Jung-bin       |
| 17 | Svizzera (bandiera)             | C     | Kastriot Imeri      |
| 18 | Costa d'Avorio (bandiera)       | A     | Koro Koné           |

| N. |                     | Ruolo | Calciatore       |
| -- | ------------------- | ----- | ---------------- |
| 19 | Francia (bandiera)  | D     | Yoan Severin     |
| 20 | Turchia (bandiera)  | A     | Varol Tasar      |
| 22 | Svizzera (bandiera) | C     | Ricardo Alves    |
| 23 | Francia (bandiera)  | D     | Vincent Sasso    |
| 25 | Francia (bandiera)  | A     | Grejohn Kyei     |
| 26 | Svizzera (bandiera) | P     | João Castanheira |
| 28 | Francia (bandiera)  | C     | Rayan Souici     |
| 29 | Camerun (bandiera)  | C     | Gaël Ondoua      |
| 32 | Svizzera (bandiera) | P     | Jérémy Frick     |
| 37 | Svizzera (bandiera) | D     | Nicolas Vouilloz |
| 39 | Francia (bandiera)  | C     | Alexis Martial   |
| 40 | Svizzera (bandiera) | D     | Noah Henchoz     |
| 43 | Francia (bandiera)  | A     | Emmanuel Samba   |
|    | Svizzera (bandiera) | D     | Dennis Iapichino |

## Organigramma societario
Area tecnica
- Allenatore: Alain Geiger
- Allenatore in seconda: Bojan Dimić
- Preparatore dei portieri: Dani Blanco
- Preparatori atletici: Alexandre Polizzi, Mathieu Degrange

## Calciomercato

### Sessione estiva
| Acquisti | Acquisti          | Acquisti       | Acquisti |
| R.       | Nome              | da             | Modalità |
| -------- | ----------------- | -------------- | -------- |
| A        | Grejohn Kyei      | Stade Reims    |          |
| C        | Rayan Souici      | Entente SSG    |          |
| D        | Michael Gonçalves | Wil            |          |
| P        | Léo Lécureux      | Étoile Carouge |          |
| C        | Gaël Ondoua       | Anži           |          |
| D        | Vincent Sasso     | Belenenses SAD |          |
| A        | Varol Tasar       | Aarau          |          |

| Cessioni | Cessioni           | Cessioni             | Cessioni |
| R.       | Nome               | a                    | Modalità |
| -------- | ------------------ | -------------------- | -------- |
| C        | Alexis Antunes     | Chiasso              |          |
| D        | Christopher Mfuyi  | Stade Lausanne-Ouchy |          |
| D        | Sally Sarr         | Étoile Carouge       |          |
| P        | Léo Lécureux       | Étoile Carouge       |          |
| A        | Alexandre Alphonse | Servette U-21        |          |
| C        | Kwadwo Duah        | Wil                  |          |
| C        | Daniel Follonier   | Lucerna              |          |
| D        | Dennis Iapichino   | Livorno              |          |
| C        | Mattia Sestito     | Annecy               |          |

### Sessione invernale
| Acquisti | Acquisti | Acquisti | Acquisti |
| R.       | Nome     | da       | Modalità |
| -------- | -------- | -------- | -------- |

| Cessioni | Cessioni     | Cessioni | Cessioni |
| R.       | Nome         | a        | Modalità |
| -------- | ------------ | -------- | -------- |
| D        | Robin Busset | Kriens   |          |

## Risultati

### Super League

#### Prima fase, girone di andata
| Arbitro: | Jaccottet |

|             |           |              |
| Ngamaleu 5’ | Marcatori | 31’ Wüthrich |

| Ginevra 27 luglio 2019, ore 19:00 CEST 2ª giornata | Servette | 0 – 0 referto | Sion | Stade de Genève (11 142 spett.)\| Arbitro: \| Tschudi \| |
| Arbitro:                                           | Tschudi  |               |      |                                                          |

| Arbitro: | Schärer |

|                |           |  |
| Stevanović 62’ | Marcatori |  |

| Arbitro: | Dudic |

|                                      |           |              |
| Rouiller 4’ (aut.) Ademi 41’ Bua 81’ | Marcatori | 19’ Wüthrich |

| Arbitro: | Fähndrich |

|  |           |                                                     |
|  | Marcatori | 14’ Stevanović 18’ Rouiller 88’ Wüthrich 90’ Schalk |

| Arbitro: | Hänni |

|                            |           |                        |
| Sasso 65’ Đurić 77’ (aut.) | Marcatori | 19’ Nuzzolo 45’ Karlen |

| Arbitro: | Fähndrich |

|                                |           |            |
| Ruiz 14’ Görtler 37’ Alves 76’ | Marcatori | 67’ Schalk |

| Ginevra 26 settembre 2019, ore 20:00 CEST 8ª giornata | Servette | 0 – 0 referto | Lugano | Stade de Genève (4 212 spett.)\| Arbitro: \| Hänni \| |
| Arbitro:                                              | Hänni    |               |        |                                                       |

| Arbitro: | Dudic |

|  |           |                |
|  | Marcatori | 33’ Marchesano |

#### Prima fase, girone di ritorno
| Arbitro: | Horisberger |

|                               |           |                      |
| Karlen 50’ Nuzzolo 78’ (rig.) | Marcatori | 15’ Tasar 18’ Ondoua |

| Arbitro: | San |

|           |           |                   |
| Tasar 59’ | Marcatori | 7’, 47’ Demirović |

| Arbitro: | Tschudi |

|                    |           |            |
| Doumbia 40’ (rig.) | Marcatori | 34’ Schalk |

| Arbitro: | Fähndrich |

|                             |           |  |
| Tasar 61’, 63’ Wüthrich 73’ | Marcatori |  |

| Arbitro: | Bieri |

|             |           |                   |
| N'Diaye 66’ | Marcatori | 9’ Kyei 24’ Tasar |

| Arbitro: | Abed |

|                        |           |  |
| Stevanović 7’ Koné 90’ | Marcatori |  |

| Arbitro: | Bieri |

|               |           |  |
| Carlinhos 48’ | Marcatori |  |

| Arbitro: | Fähndrich |

|  |           |                                          |
|  | Marcatori | 18’, 51’, 56’ Park 43’ Koné 88’ Cespedes |

| Arbitro: | Bieri |

|                                |           |              |
| Rouiller 66’ Schalk 72’ (rig.) | Marcatori | 51’ Havenaar |

#### Seconda fase, girone di andata
| Arbitro: | Jaccottet |

|            |           |                   |
| Kamber 47’ | Marcatori | 1’ Koné 44’ Tasar |

| Arbitro: | Schärer |

|                     |           |  |
| Ondoua 53’ Park 79’ | Marcatori |  |

| Arbitro: | Piccolo |

|           |           |  |
| Itten 38’ | Marcatori |  |

| Arbitro: | Dudic |

|                             |           |           |
| Kyei 23’ Koné 67’, 79’, 90’ | Marcatori | 64’ Tosin |

| Arbitro: | Jaccottet |

|                     |           |                                 |
| Stocker 7’ Frei 19’ | Marcatori | 75’ (rig.) Imeri 87’ Stevanović |

| Arbitro: | Schnyder |

|                |           |            |
| Yao 61’ (aut.) | Marcatori | 21’ Gerndt |

| Arbitro: | Tschudi |

|             |           |            |
| Lenjani 29’ | Marcatori | 22’ Cognat |

| Arbitro: | Piccolo |

|                    |           |                        |
| Margiotta 60’, 65’ | Marcatori | 5’ Cespedes 44’ Cognat |

| Arbitro: | Horisberger |

|                 |           |               |
| Koné 55’ (rig.) | Marcatori | 58’ Sulejmani |

#### Seconda fase, girone di ritorno
| Arbitro: | Schärer |

|                       |           |  |
| Kololli 19’ Rüegg 50’ | Marcatori |  |

| Arbitro: | Tschudi |

|                          |           |  |
| Schalk 4’ Stevanović 43’ | Marcatori |  |

| Arbitro: | San |

|                |           |           |
| Stevanović 61’ | Marcatori | 18’ Rüfli |

| Arbitro: | Turpin |

|                                                             |           |                   |
| Fassnacht 45’ Martins Pereira 56’ Elia 61’ Nsame 90’ (rig.) | Marcatori | 44’ Koné 68’ Kyei |

| Arbitro: | Piccolo |

|                     |           |                               |
| Kyei 10’ Schalk 58’ | Marcatori | 19’ (rig.) Campo 62’ Alderete |

| Arbitro: | Bieri |

|                                                     |           |            |
| Havenaar 8’ Kablan 32’ Munsy 50’, 71’ Castroman 56’ | Marcatori | 52’ Schalk |

| Arbitro: | Dudic |

|                                           |           |             |
| Koné 21’ Stevanović 46’, 53’ Cespedes 82’ | Marcatori | 35’ Nuzzolo |

| Arbitro: | San |

|                                          |           |          |
| Rouiller 42’ (aut.) Gerndt 50’ Marić 82’ | Marcatori | 20’ Koné |

| Arbitro: | Jaccottet |

|          |           |                         |
| Koné 22’ | Marcatori | 43’ Kasami 74’ Uldriķis |

### Coppa Svizzera
| Echallens 17 agosto 2019, ore 17:00 CEST Primo turno                             | Echallens | 0 – 6 referto                                  | Servette | Stade des Trois Sapins (2 562 spett.) |
| \| \| \| \| \| \| Marcatori \| 22’, 47’, 90’ Chagas 58’, 69’ Tasar 63’ Routis \| |           |                                                |          |                                       |
|                                                                                  |           |                                                |          |                                       |
|                                                                                  | Marcatori | 22’, 47’, 90’ Chagas 58’, 69’ Tasar 63’ Routis |          |                                       |

| Arbitro: | San |

|              |           |  |
| Gjorgjev 47’ | Marcatori |  |

## Statistiche

### Statistiche di squadra
| Competizione   | Punti | In casa | In casa | In casa | In casa | In casa | In casa | In trasferta | In trasferta | In trasferta | In trasferta | In trasferta | In trasferta | Totale | Totale | Totale | Totale | Totale | Totale | DR  |
| Competizione   | Punti | G       | V       | N       | P       | Gf      | Gs      | G            | V            | N            | P            | Gf           | Gs           | G      | V      | N      | P      | Gf     | Gs     | DR  |
| -------------- | ----- | ------- | ------- | ------- | ------- | ------- | ------- | ------------ | ------------ | ------------ | ------------ | ------------ | ------------ | ------ | ------ | ------ | ------ | ------ | ------ | --- |
| Super League   | 49    | 18      | 8       | 7       | 3       | 29      | 15      | 18           | 4            | 6            | 8            | 28           | 33           | 36     | 12     | 13     | 11     | 57     | 48     | +9  |
| Coppa Svizzera | -     | 0       | 0       | 0       | 0       | 0       | 0       | 2            | 1            | 0            | 1            | 6            | 1            | 2      | 1      | 0      | 1      | 6      | 1      | +5  |
| Totale         | 49    | 18      | 8       | 7       | 3       | 29      | 15      | 20           | 5            | 6            | 9            | 34           | 34           | 38     | 13     | 13     | 12     | 63     | 49     | +14 |

### Andamento in campionato
| Giornata  | 1 | 2 | 3 | 4 | 5 | 6 | 7 | 8 | 9 | 10 | 11 | 12 | 13 | 14 | 15 | 16 | 17 | 18 | 19 | 20 | 21 | 22 | 23 | 24 | 25 | 26 | 27 | 28 | 29 | 30 | 31 | 32 | 33 | 34 | 35 | 36 |
| --------- | - | - | - | - | - | - | - | - | - | -- | -- | -- | -- | -- | -- | -- | -- | -- | -- | -- | -- | -- | -- | -- | -- | -- | -- | -- | -- | -- | -- | -- | -- | -- | -- | -- |
| Luogo     | T | C | C | T | T | C | T | C | C | T  | C  | T  | C  | T  | C  | T  | T  | C  | T  | C  | T  | C  | T  | C  | T  | T  | C  | T  | C  | C  | T  | C  | T  | C  | T  | C  |
| Risultato | N | N | V | P | V | N | P | N | P | N  | P  | N  | V  | V  | V  | P  | V  | V  | V  | V  | P  | V  | N  | N  | N  | N  | N  | P  | V  | N  | P  | N  | P  | V  | P  | P  |
| Posizione | 6 | 7 | 3 | 5 | 4 | 4 | 5 | 5 | 6 | 6  | 7  | 7  | 6  | 5  | 5  | 5  | 5  | 5  | 4  | 4  | 4  | 4  | 4  | 4  | 4  | 4  | 4  | 4  | 4  | 4  | 4  | 4  | 4  | 4  | 4  | 4  |

Legenda:

Luogo: C = Casa; T = Trasferta. Risultato: V = Vittoria; N = Pareggio; P = Sconfitta.

### Statistiche dei giocatori
| Giocatore      | Super League | Super League | Super League | Super League | Coppa Svizzera | Coppa Svizzera | Coppa Svizzera | Coppa Svizzera | Totale   | Totale | Totale      | Totale     |
| Giocatore      | Presenze     | Reti         | Ammonizioni  | Espulsioni   | Presenze       | Reti           | Ammonizioni    | Espulsioni     | Presenze | Reti   | Ammonizioni | Espulsioni |
| -------------- | ------------ | ------------ | ------------ | ------------ | -------------- | -------------- | -------------- | -------------- | -------- | ------ | ----------- | ---------- |
| A. Ajdini      | 4            | 0            | 1            | 0            | 0              | 0              | 0              | 0              | 4        | 0      | 1           | 0          |
| R. Alves       | 14           | 0            | 3            | 0            | 0              | 0              | 0              | 0              | 14       | 0      | 3           | 0          |
| A. Antunes     | 0            | 0            | 0            | 0            | 1              | 0              | 0              | 0              | 1        | 0      | 0           | 0          |
| J. Castanheira | 0            | 0            | 0            | 0            | 0              | 0              | 0              | 0              | 0        | 0      | 0           | 0          |
| B. Cespedes    | 28           | 3            | 7            | 0            | 2              | 0              | 0              | 0              | 30       | 3      | 7           | 0          |
| M. Chagas      | 8            | 0            | 1            | 0            | 2              | 3              | 0              | 0              | 10       | 3      | 1           | 0          |
| T. Cognat      | 32           | 2            | 4            | 0            | 0              | 0              | 0              | 0              | 32       | 2      | 4           | 0          |
| M. Diallo      | 0            | 0            | 0            | 0            | 0              | 0              | 0              | 0              | 0        | 0      | 0           | 0          |
| J. Frick       | 34           | 0            | 2            | 1            | 0              | 0              | 0              | 0              | 34       | 0      | 2           | 1          |
| M. Gonçalves   | 14           | 0            | 2            | 0            | 2              | 0              | 1              | 0              | 16       | 0      | 3           | 0          |
| A. Guérin      | 1            | 0            | 0            | 0            | 0              | 0              | 0              | 0              | 1        | 0      | 0           | 0          |
| N. Henchoz     | 2            | 0            | 0            | 0            | 0              | 0              | 0              | 0              | 2        | 0      | 0           | 0          |
| M. Holcbecher  | 2            | 0            | 0            | 0            | 0              | 0              | 0              | 0              | 2        | 0      | 0           | 0          |
| D. Iapichino   | 22           | 0            | 2            | 0            | 0              | 0              | 0              | 0              | 22       | 0      | 2           | 0          |
| K. Imeri       | 24           | 1            | 5            | 0            | 2              | 0              | 0              | 0              | 26       | 1      | 5           | 0          |
| J. Kiassumbua  | 4            | 0            | 0            | 0            | 2              | 0              | 0              | 0              | 6        | 0      | 0           | 0          |
| K. Koné        | 29           | 11           | 3            | 0            | 0              | 0              | 0              | 0              | 29       | 11     | 3           | 0          |
| G. Kyei        | 23           | 4            | 1            | 0            | 1              | 0              | 0              | 0              | 24       | 4      | 1           | 0          |
| A. Maccoppi    | 10           | 0            | 2            | 0            | 0              | 0              | 0              | 0              | 10       | 0      | 2           | 0          |
| A. Martial     | 2            | 0            | 0            | 0            | 0              | 0              | 0              | 0              | 2        | 0      | 0           | 0          |
| M. Mazzolini   | 2            | 0            | 1            | 0            | 0              | 0              | 0              | 0              | 2        | 0      | 1           | 0          |
| A. Mendy       | 0            | 0            | 0            | 0            | 0              | 0              | 0              | 0              | 0        | 0      | 0           | 0          |
| C. Mfuyi       | 0            | 0            | 0            | 0            | 0              | 0              | 0              | 0              | 0        | 0      | 0           | 0          |
| L. Monteiro    | 2            | 0            | 0            | 0            | 0              | 0              | 0              | 0              | 2        | 0      | 0           | 0          |
| G. Ondoua      | 30           | 2            | 9            | 0            | 1              | 0              | 1              | 0              | 31       | 2      | 10          | 0          |
| T. Opoku       | 0            | 0            | 0            | 0            | 0              | 0              | 0              | 0              | 0        | 0      | 0           | 0          |
| J. Park        | 6            | 4            | 1            | 0            | 0              | 0              | 0              | 0              | 6        | 4      | 1           | 0          |
| M. Regillo     | 1            | 0            | 0            | 0            | 0              | 0              | 0              | 0              | 1        | 0      | 0           | 0          |
| S. Rouiller    | 33           | 2            | 7            | 0            | 1              | 0              | 0              | 0              | 34       | 2      | 7           | 0          |
| C. Routis      | 19           | 0            | 2            | 0            | 2              | 1              | 1              | 0              | 21       | 1      | 3           | 0          |
| E. Samba       | 0            | 0            | 0            | 0            | 0              | 0              | 0              | 0              | 0        | 0      | 0           | 0          |
| V. Sasso       | 32           | 1            | 2            | 0            | 1              | 0              | 0              | 0              | 33       | 1      | 2           | 0          |
| A. Sauthier    | 30           | 0            | 5            | 0            | 1              | 0              | 0              | 0              | 31       | 0      | 5           | 0          |
| A. Schalk      | 21           | 7            | 3            | 1            | 2              | 0              | 0              | 0              | 23       | 7      | 3           | 1          |
| Y. Severin     | 4            | 0            | 0            | 0            | 2              | 0              | 1              | 0              | 6        | 0      | 1           | 0          |
| R. Souici      | 6            | 0            | 2            | 0            | 0              | 0              | 0              | 0              | 6        | 0      | 2           | 0          |
| M. Stevanović  | 34           | 8            | 2            | 1            | 2              | 0              | 0              | 0              | 36       | 8      | 2           | 1          |
| V. Tasar       | 26           | 6            | 4            | 0            | 2              | 2              | 0              | 0              | 28       | 8      | 4           | 0          |
| N. Vouilloz    | 9            | 0            | 1            | 0            | 0              | 0              | 0              | 0              | 9        | 0      | 1           | 0          |
| O. Wieland     | 0            | 0            | 0            | 0            | 0              | 0              | 0              | 0              | 0        | 0      | 0           | 0          |
| S. Wüthrich    | 16           | 4            | 3            | 0            | 2              | 0              | 0              | 0              | 18       | 4      | 3           | 0          |